# 苍蝇拍

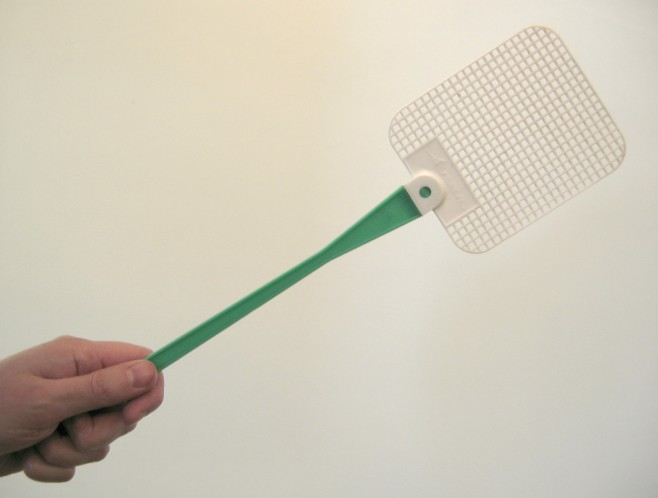
苍蝇拍

苍蝇拍是用来杀灭苍蝇、蟑螂等蚊虫的手持工具。一般为塑料制造而成，可分为拍头和拍柄两部分。
苍蝇拍的拍头多为正方形。这些小孔可以确保打到苍蝇，如果没有小孔，苍蝇会根据空气的温度、湿度和流动的变化而逃逸。

## 另見
- 電蚊拍